# Alec Oxenford
Alejandro Carlos Francisco Oxenford (Buenos Aires, 25 de enero de 1969) es un empresario y diplomático argentino. Desde el 17 de junio de 2025 ejerce como embajador argentino en Estados Unidos, en la presidencia de Javier Milei.
Es nieto de Eduardo Oxenford, interventor de la Unión Industrial Argentina y ministro de Industria y Minería durante la gestión de facto de Roberto Eduardo Viola.

## Biografía
Nació en 1969 en Palermo, Buenos Aires. Tras realizar estudios en la Universidad Católica Argentina, se recibió de licenciado en Administración de empresas. Obtuvo una Maestría en Administración de Empresas (MBA) de la Universidad Harvard.

### Carrera empresarial
En 1999 fundó DeRemate, sitio web de subastas online que para 2001 ya tenía 2 millones de usuarios. En 2006 fundó OLX, sitio de anuncios clasificados que posteriormente fue vendida a Naspers. En 2014 creó LetGo, una aplicación que permitía vender y comprar productos usados y que fue vendida en 2020 a OfferUp.

### Carrera política
En 2024, fue nombrado miembro del Consejo de Asesores del Presidente de Argentina, un cargo ad honorem, que tiene como función asesorar al presidente Javier Milei en cuestiones varias.
En noviembre de 2024, tras la renuncia de Gerardo Werthein al cargo para poder asumir la cancillería, fue nominado como embajador argentino en Estados Unidos. El 25 de febrero de 2025 el presidente firma un decreto que lo designa en comisión para que pueda ejercer como embajador hasta que el Senado trate su pliego.
El senado aprobó su pliego el 7 de mayo de 2025 y fue designado oficialmente como embajador en Estados Unidos el 17 de junio de 2025.